# Disneyland Resort Line

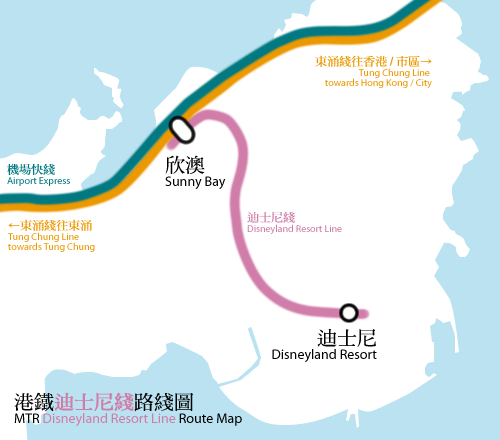
Disneyland Resort Line (rosa)

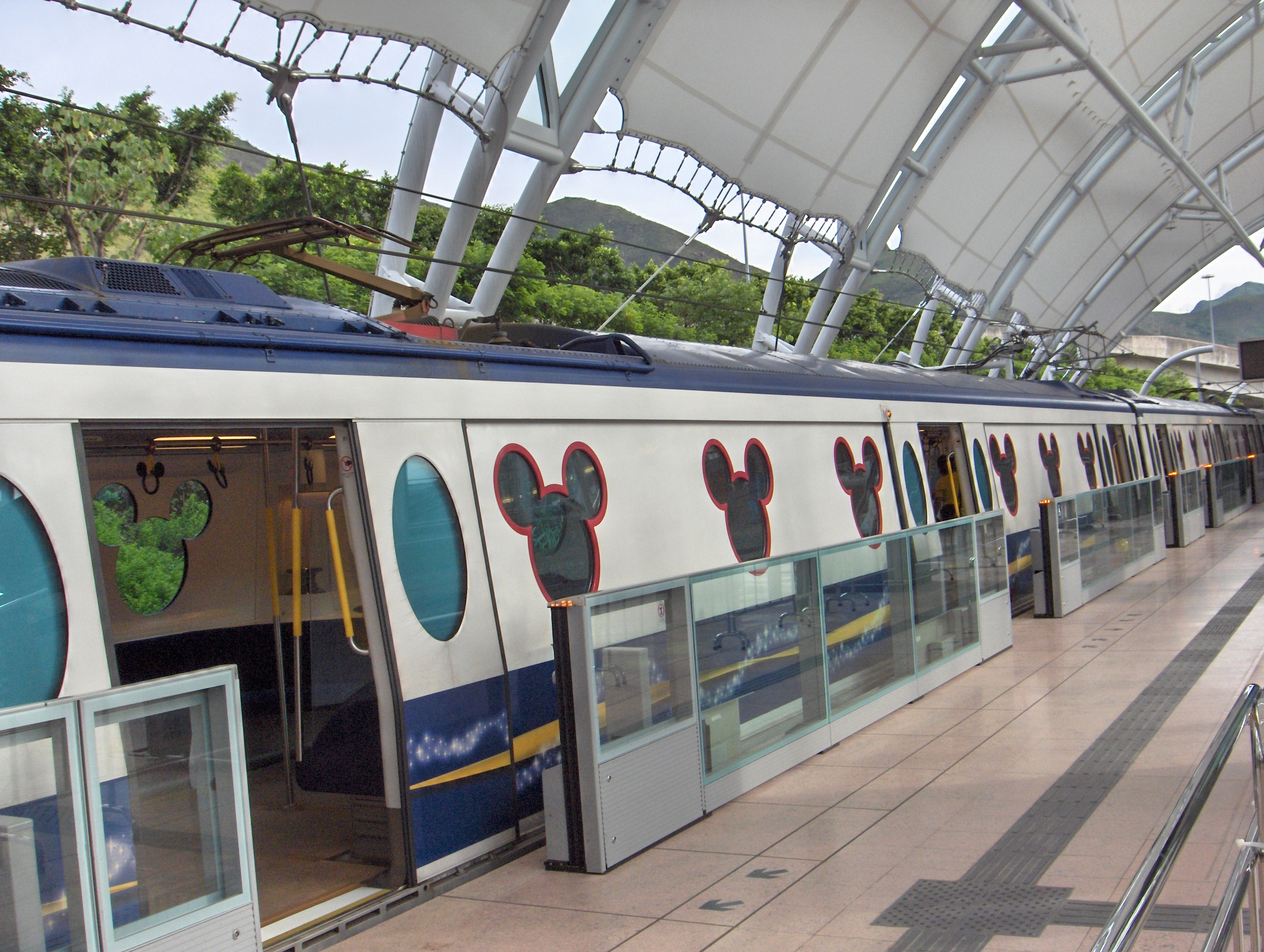
Auf der neuen Linie werden Wagen mit Micky-Maus-förmigen Fenstern eingesetzt

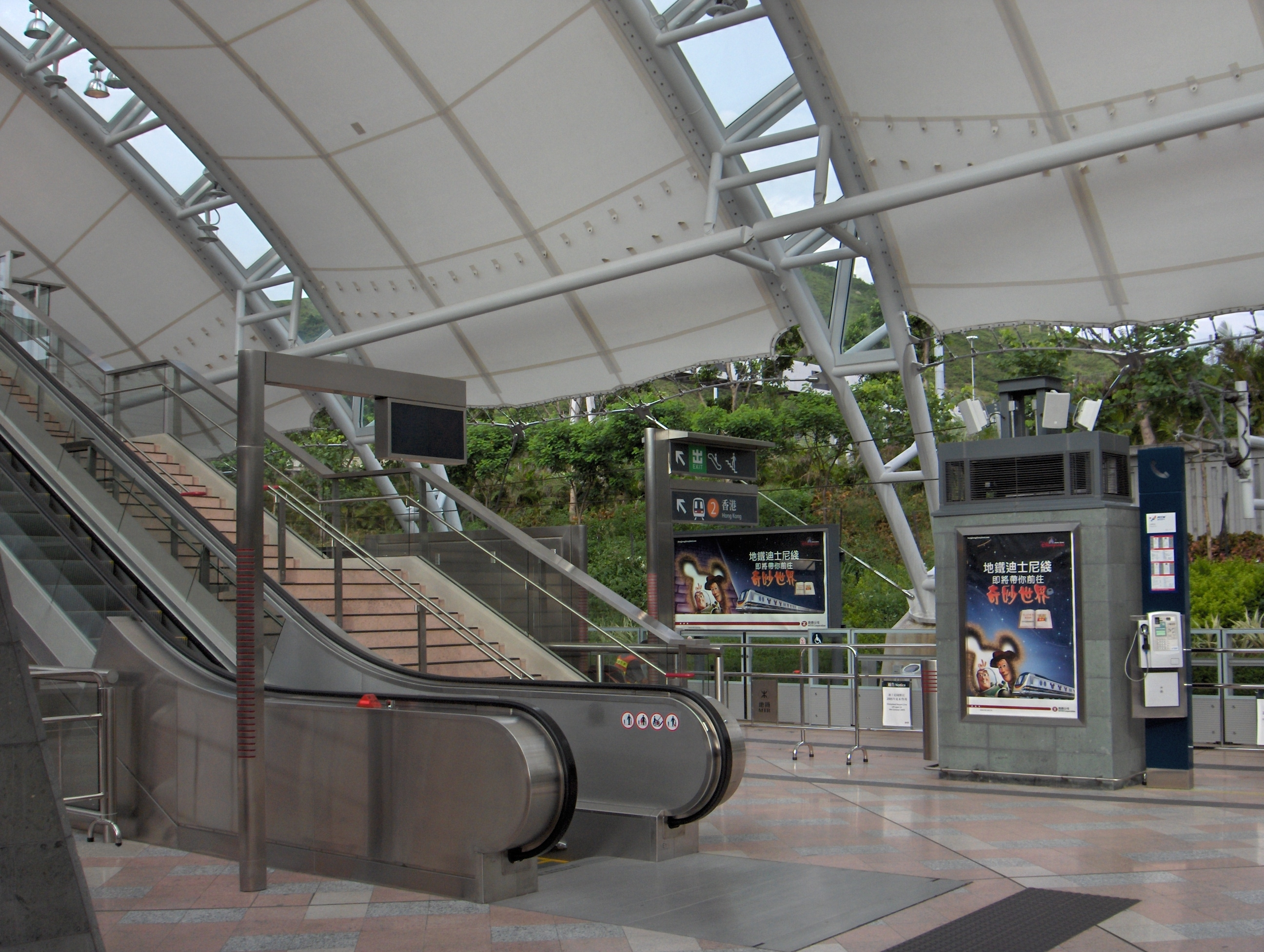
Die schon am 1. Juni eröffnete Station Sunny Bay

Die Disneyland Resort Line (chinesisch 迪士尼綫 / 迪士尼线, Pinyin Díshìní xiàn, Jyutping Dik6si6nei4 Sin3), früher war diese Streckenverbindung auch als „Penny’s Bay Rail Link“ bekannt (竹篙灣鐵路 / 竹篙湾铁路,  Zhúgāo Wān Tiělù, Jyutping Zuk1gou1 Waan1 Tit3lou6), ist eine 3,4 km lange Linie der Mass Transit Railway in Hongkong.
Sie verbindet die Station Sunny Bay der Tung Chung Line mit dem Hong Kong Disneyland auf der Insel Lantau. Eröffnet wurde die Strecke am 1. August 2005, der Vergnügungspark selber ging jedoch erst am 12. September in Betrieb. Derzeit wird ein Vier- bis Zehnminutentakt gefahren. Eine Fahrt zwischen den zwei Stationen Sunny Bay und Disneyland Resort dauert dreieinhalb Minuten.
Für die neue MTR-Linie wurden einige der auf dem Stadtnetz verkehrenden M-Trains von Metro-Cammell speziell umgebaut. Dabei wurde beispielsweise die Zahl der Türen reduziert und sehr auffällige Micky-Maus-Fenster eingebaut. Auch der Innenraum der Züge ist mit vielen Disney-Motiven ausgestaltet.